# Katherine Dunham
Katherine Mary Dunham (Glen Ellyn (Illinois), 22 juni 1909 - New York, 21 mei 2006) was een Amerikaans antropologe, danseres, choreografe, actrice, songwriter en burgerrechtenactiviste.

## Levensloop

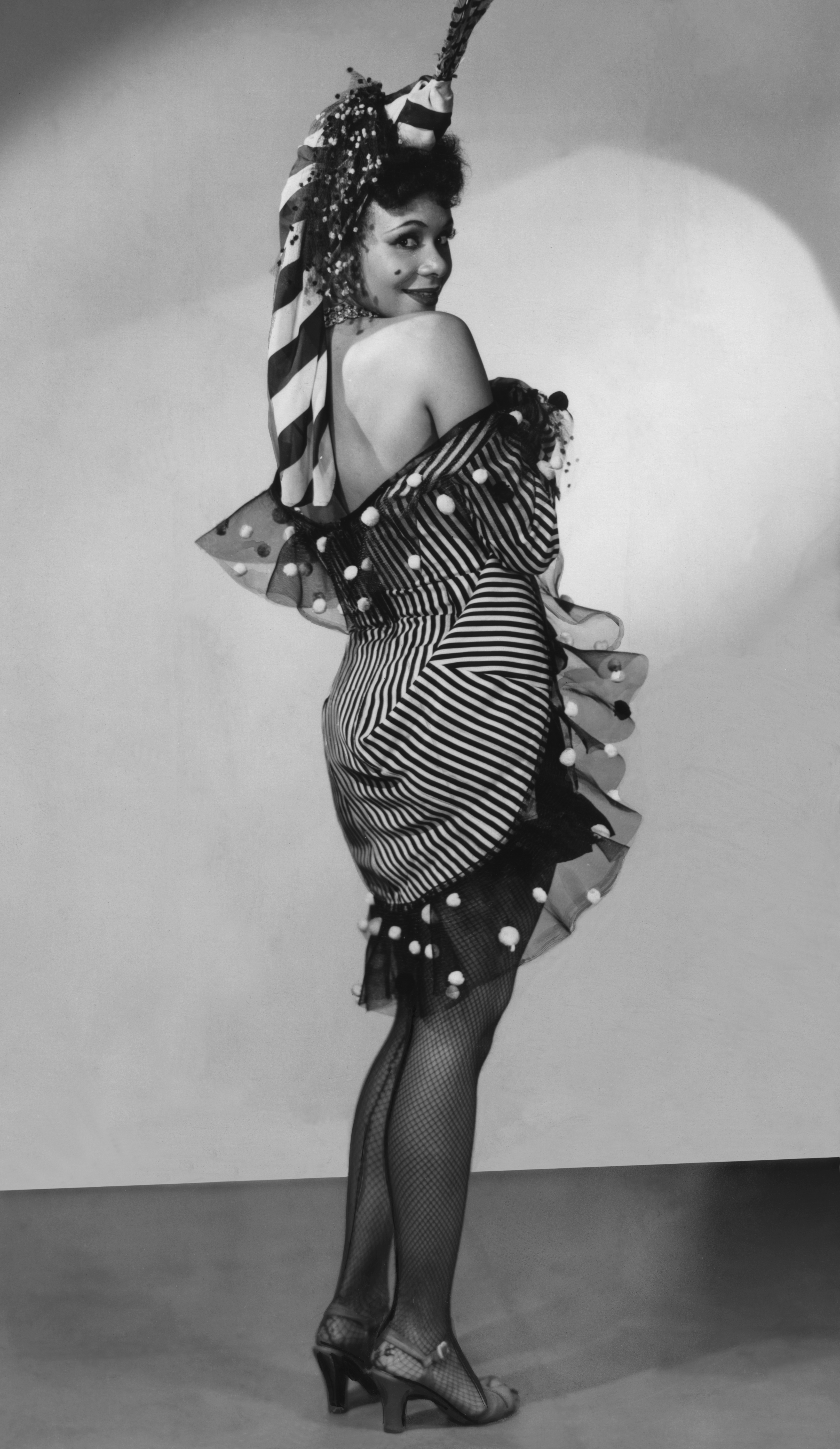
Katherine Dunham in Tropical Revue
(1943), Alfredo Valente

Ze studeerde antropologie aan de Universiteit van Chicago met als afstudeerrichting Braziliaanse en Caribische dansantropologie. Onder de naam Dunham bracht ze een eigen danstechniek voort. Ook richtte ze de Katherine Dunham Company op die het eerste Afro-Amerikaanse dansgezelschap vormde.
In 1967 richtte zij eveneens het Performing Arts Training Center (PATC) op. Dit centrum heeft als doel het bestrijden van geweld en het tegengaan van stedelijke armoede; het middel wat zij daarbij hanteert is de dans.
In 1992 baarde ze opzien door 47 dagen in hongerstaking te gaan uit protest tegen het terugsturen van vluchtelingen uit Haïti terwijl ze reeds aan artritis leed.
Voor haar werkzaamheden ontving zij in 1989 de National Medal of Arts. Ook kreeg ze een eigen ster in de St. Louis Walk of Fame.
Katherine Dunham overleed op bijna 97-jarige leeftijd in haar slaap.

## Werken
- Journey to Accompong (1946)
- Dances of Haiti: A Study of Their Material Aspect, Organization, Form, and Function (1947)
- A Touch of Innocence: Memoirs of Childhood (1959)
- Island Possessed (1969)

## Films

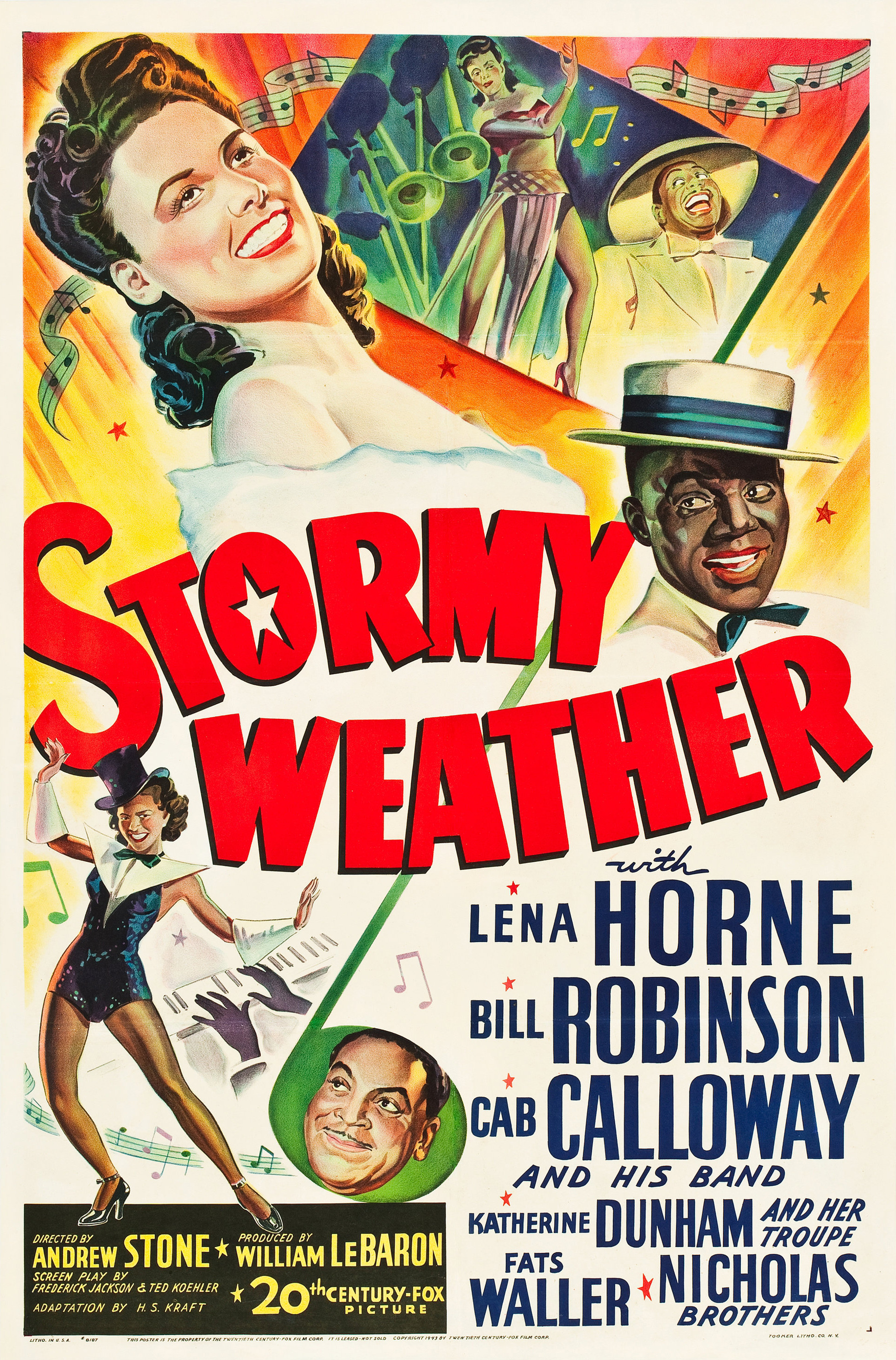
Poster van de musical film Stormy Weather
(1943)

- Carnival of Rhythm (1941)
- Stormy Weather (1943)
- Cuban Episode (1944)
- Casbah (1948)
- Mambo (1954)
- Música en la noche (1958)